# Todd-Coxeter-Algorithmus
Der Todd-Coxeter-Algorithmus ist ein Algorithmus in der Gruppentheorie, der nach den beiden britischen Mathematikern John Arthur Todd und Harold Scott MacDonald Coxeter benannt ist. Der Algorithmus ermöglicht es, für eine Untergruppe einer endlichen Gruppe die Nebenklassen abzuzählen, wenn eine Präsentation der Gruppe gegeben ist. Insbesondere ermöglicht der Algorithmus, die Ordnung einer Gruppe zu bestimmen.

## Algorithmus
Sei {\displaystyle G} eine endliche Gruppe und {\displaystyle H} eine Untergruppe von {\displaystyle G}. Der Todd-Coxeter-Algorithmus ist eine Methode, um die Nebenklassen von {\displaystyle H} in {\displaystyle G} abzuzählen. Zusätzlich lässt sich durch den Algorithmus auch die Operation von {\displaystyle G} auf der Menge der Nebenklassen bestimmen.
Durch den Todd-Coxeter-Algorithmus gelangt man zwar mit endlich vielen Schritten ans Ziel, aber die Rechenzeit ist nicht vorhersagbar.
Für eine Berechnung müssen eine endliche Präsentation der Gruppe {\displaystyle G} und ein endliches Erzeugendensystem der Untergruppe {\displaystyle H} explizit angegeben sein. Daher nehme man an, {\displaystyle G} sei durch die Erzeugenden {\displaystyle x_{1},...,x_{m}} und die Relationen {\displaystyle r_{1},...,r_{k}} konkret dargestellt:
{\displaystyle G=\left\langle x_{1},...,x_{m};r_{1},...,r_{k}\right\rangle }
Damit ist {\displaystyle G} als Faktorgruppe {\displaystyle F/N} realisiert, wobei {\displaystyle F} die freie Gruppe auf der Menge {\displaystyle \lbrace x_{1},...,x_{m}\rbrace } und {\displaystyle N} ein Normalteiler von {\displaystyle F} ist, der {\displaystyle \lbrace r_{1},...,r_{k}\rbrace } enthält. Weiterhin sei vorausgesetzt, dass die Untergruppe {\displaystyle H} durch eine Menge von Wörtern in der freien Gruppe gegeben sei: {\displaystyle \lbrace h_{1},...,h_{s}\rbrace }, deren Bilder in {\displaystyle G} die Untergruppe {\displaystyle H} erzeugen.
Beispielhaft sei die Gruppe {\displaystyle G} durch die drei Erzeugenden {\displaystyle x,y,z} und die Relationen {\displaystyle x^{3},y^{2},z^{2},xyz} definiert und als Untergruppe {\displaystyle H} die von {\displaystyle z} erzeugte zyklische Untergruppe:
{\displaystyle G=\left\langle x,y,z;x^{3},y^{2},z^{2},xyz\right\rangle }, {\displaystyle H} erzeugt von {\displaystyle \lbrace z\rbrace }
Da die Operationen auf Nebenklassen bestimmt werden sollen und sich diese als Permutationsdarstellung beschreiben lassen, muss festgesetzt werden, wie diese explizit angegeben werden sollen. Es sei festgelegt, dass {\displaystyle G} von rechts operiert. Die Menge der Rechtsnebenklassen {\displaystyle Hg} sei als {\displaystyle {\mathcal {K}}} bezeichnet. Um die Operation von {\displaystyle G} auf {\displaystyle {\mathcal {K}}} explizit anzugeben, sei die durch die erzeugenden Elemente {\displaystyle x,y,z} induzierte Permutation beschrieben.
Für die Operationen auf {\displaystyle {\mathcal {K}}} gelten folgende Regeln:
1. Jede Erzeugende (hier: {\displaystyle x,y,z}) operiert als Permutation.
2. Die Relation (hier: {\displaystyle x^{3},y^{2},z^{2},xyz}) operiert trivial.
3. Die Erzeugenden von {\displaystyle H} (hier:{\displaystyle z}) lassen die Nebenklasse {\displaystyle H1} fest.
4. Die Operation auf der Menge der Nebenklassen ist transitiv.

Die erste Regel ist eine allgemeine Eigenschaft von Gruppenoperationen, die aus der Invertierbarkeit von Gruppenelementen folgt. Die zweite Regel gilt, da die Relation in {\displaystyle G} das Element {\displaystyle 1} repräsentiert, und eigentlich die Gruppe {\displaystyle G} operiert. Die Regeln 3 und 4 sind spezielle Eigenschaften der Operation auf Nebenklassen.

## Beispiel

Animation eines Tetraeders

Man betrachte die Tetraedergruppe {\displaystyle T} der zwölf Drehsymmetrien eines regelmäßigen Tetraeders. Die Drehungen um den Winkel {\displaystyle {\tfrac {2\pi }{3}}} um zwei unterschiedliche Eckpunkte im bzw. gegen den Uhrzeigersinn werden mit {\displaystyle y} bzw. {\displaystyle x} bezeichnet. Daraus resultiert die Drehung um den Mittelpunkt einer Kante {\displaystyle xy=z} – das Produkt ist von rechts nach links zu lesen – um {\displaystyle \pi }. Es gelten folgende Relationen:
{\displaystyle x^{3}=1,\quad y^{3}=1,\quad xyxy=1.}
Es wird zu zeigen sein, dass die genannten Relationen T definieren. Dafür betrachte man die Gruppe {\displaystyle G=\left\langle x,y;x^{3},y^{3},xyxy\right\rangle }. Da die Relationen in der Tetraedergruppe erfüllt sind, liefert die Abbildungseigenschaft von Faktorgruppen einen Homomorphismus {\displaystyle \varphi \colon G\to T}. Da x und y die Gruppe T erzeugen, ist der Homomorphismus surjektiv. Um nachzuweisen, dass {\displaystyle \varphi } injektiv ist, muss gezeigt werden, dass die Ordnung der Gruppe G gleich 12 ist.
Um das zu erreichen, könnte man die Nebenklassen der trivialen Untergruppe {\displaystyle H={1}} zählen und so die Ordnung von G ermitteln. Allerdings wäre das nicht sehr effizient. Günstiger ist es, eine nichttriviale Untergruppe H von G zu benutzen, wie beispielsweise diejenige, die von y erzeugt wird. Diese Untergruppe H hat wegen {\displaystyle y^{3}=1} höchstens die Ordnung 3. Es reicht damit zu zeigen, dass die Ordnung von H sogar gleich 3 und der Index von H in G gleich 4 ist. Das würde folgen, dass G die Ordnung 12 hat.
Laut Algorithmus wird die Permutationsdarstellung von G bestimmt, welche die Operation auf die Menge der Nebenklassen beschreibt. Als Bezeichnung für die Nebenklassen verwendet man beispielsweise Nummer 1, 2, 3, ... , wobei 1 für die Nebenklasse H1 reserviert ist. Da man die Anzahl der Nebenklassen noch nicht kennt, kann man noch nicht entscheiden, wie viele Nummern benötigt werden. Im Laufe des Verfahrens werden schrittweise neue Nummern eingeführt, sobald sie gebraucht werden.
Das Verfahren liefert folgende Tabelle:
| {\displaystyle x\ x\ x} | {\displaystyle x\ x\ x} | {\displaystyle x\ x\ x} | {\displaystyle x\ x\ x} | {\displaystyle y\ y\ y\ } | {\displaystyle y\ y\ y\ } | {\displaystyle y\ y\ y\ } | {\displaystyle x\ y\ x\ y\ } | {\displaystyle x\ y\ x\ y\ } | {\displaystyle x\ y\ x\ y\ } | {\displaystyle x\ y\ x\ y\ } |
| 1                       | 2                       | 3                       | 1                       | 1                         | 1                         | 1                         | 2                            | 3                            | 1                            | 1                            |
| 2                       | 3                       | 1                       | 2                       | 3                         | 4                         | 2                         | 3                            | 4                            | 4                            | 2                            |
| 3                       | 1                       | 2                       | 3                       | 4                         | 2                         | 3                         | 1                            | 1                            | 2                            | 3                            |
| 4                       | 4                       | 4                       | 4                       | 2                         | 3                         | 4                         | 4                            | 2                            | 3                            | 4                            |

Aus dem Verfahren ergibt sich die zugehörige Permutationsdarstellung
{\displaystyle x=(123),\quad y=(234).}
Da vier Ziffern vorkommen, ist der Index von H in G gleich 4. y hat die Ordnung 3, weil wegen der Relation {\displaystyle y^{3}=1} die Ordnung höchsten gleich 3 sein kann und sie ist mindestens gleich 3, weil die y zugeordnete Permutation die Ordnung 3 hat. Damit ist die Ordnung von G gleich 12. Die Permutationsdarstellung liefert außerdem einen Isomorphismus von T auf die von der Permutation erzeugten Gruppe. Man kann sich davon überzeugen, dass dies die alternierende Gruppe {\displaystyle A_{4}} ist. Damit ist die Tetraedergruppe T isomorph zu {\displaystyle A_{4}}.